# Dorothée de Saxe-Altenbourg
Dorothée de Saxe-Altenbourg (26 juin 1601 à Torgau – 10 avril 1675 à Altenbourg), est une princesse de la Maison de Wettin par naissance et par mariage duchesse de Saxe-Eisenach.

## La vie
Dorothée est une fille du duc Frédéric-Guillaume Ier de Saxe-Weimar (1562-1602) de son second mariage avec Anne-Marie de Palatinat-Neubourg (1575-1643), la fille du duc Philippe-Louis de Neubourg. Elle est née à Torgau, où son père règne en tant que régent de l'Électorat de Saxe. Elle grandit principalement à Lichtenbourg, élevée par l'électrice douairière Hedwige de Saxe. À partir de 1620, elle est membre de la Société de la Vertu sous le surnom de mourir Freudige ("la Joyeuse").
Le 11 mai 1628, Dorothée est nommée coadjuteur de l'Abbaye de Quedlinbourg par sa sœur aînée, Dorothée-Sophie, qui est abbesse de l'abbaye, un poste que leur tante, Marie de Saxe-Weimar, a occupé avant 1610.
En 1633, Dorothée quitte l'abbaye et le 24 juin, elle épouse à Weimar le duc Albert IV de Saxe-Eisenach (1599-1644). Elle survit 31 ans à son mari. Le mariage reste sans enfant.